# Lerchenfeld (Viena)

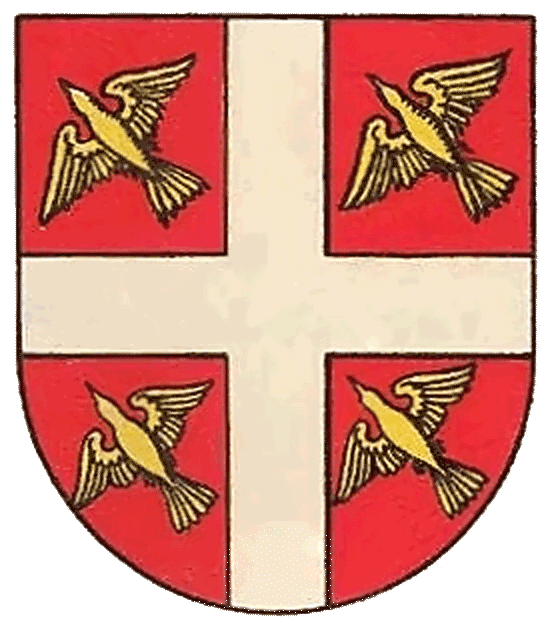
Stema fostei localități Altlerchenfeld

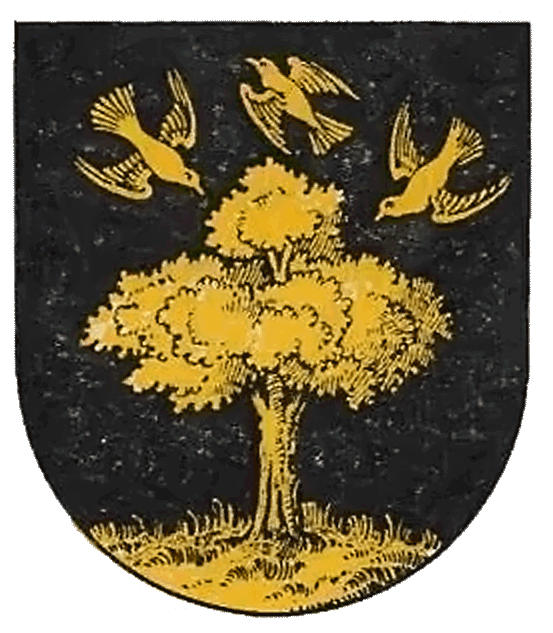
Stema fostei localități Neulerchenfeld

Lerchenfeld este o fostă zonă forestieră aflată pe teritoriul actualelor cartiere vieneze Neubau, Josefstadt și Ottakring. 
Prima atestare documentară a numelui acestei zone datează din 1295. În anul 1337 curtea ducală a achiziționat cea mai mare parte a acestui teritoriu pentru a amenaja acolo o zonă de vânătoare. Numele său se datorează fie existenței unei păduri de zadă, fie prinderii pe acel teritoriu de către curtea imperială a ciocârliilor (pe stemele ulterioare ale localității Lerchenfeld sunt reprezentate ambele ipoteze printr-un copac și trei păsări ce zboară deasupra lui). Chiar mai probabilă ar putea fi însă preluarea și adaptarea unei denumiri slave sau celtice mai vechi.  
În secolul al XVII-lea, după ce zona a fost mult timp teren agricol, au început să se stabilească aici mai multe persoane, fiind fondate astfel două localități. În jurul anului 1700 Altlerchenfeld se afla alături de Neulerchenfeld în afara orașului, rămânând în această situație în 1704, când au fost construite zidurile exterioare ale fortificațiilor Vienei. În perioada 1703-1705 moșia nobiliară Lerchenfeld a fost achiziționată de primăria orașului Viena.
După cum atestă un ghid pentru drumeții din perioada Biedermeier, Wien’s Umgebungen auf zwanzig Stunden im Umkreise (1835) de Adolf Schmidl, Lerchenfeld avea la acel moment o reputație dubioasă:
Cine nu a auzit de Lerchenfeld? Lerchenfeld este pentru Viena, ce este St. Antoine pentru Paris, Sachsenhausen pentru Frankfurt etc., zona de distracție a gloatei – dar, cum un dram de poezie este specifică austriacului chiar și celui mai grosolan (mai bine spus „simplu”), așa și notoriul Lerchenfeld nu este lipsit de momente poetice. Este, evident, în contrast viu cu Praterul [...] Dar în Lerchenfeld, orice comportament respectuos este deplasat, toate instituțiile sunt în sensul cel mai strict private, plebea este aici stăpână și reprezentanții autorităților se țin la distanță: o baracă pentru gimnastică și arte vulgare, câteva caruseluri și un grup de căruțe mizerabile pentru a-i duce pe cei doritori cât mai curând posibil prin praful impenetrabil sau prin noroiul de nepătruns către locul tuturor dorințelor – „Heuriger”!
Având în vedere că fosta localitate se află astăzi într-o zonă dens construită a Vienei, există nume de străzi și de cartiere ce se referă la fostul Lerchenfeld: cartierele Altlerchenfeld și Neulerchenfeld, străzile Lerchengasse, Lerchenfelder Straße, Neulerchenfelder Straße și Lerchenfelder Gürtel.